# Znakowo
Znakowo (kaszb. Znakòwò) – wieś w Polsce położona na Pojezierzu Bytowskim, w województwie pomorskim, w powiecie bytowskim, w gminie Miastko. 
| SIMC    | Nazwa   | Rodzaj    |
| ------- | ------- | --------- |
| 0747800 | Korytka | część wsi |

Do 1 września 1939 roku była miejscowością nadgraniczną po niemieckiej stronie granicy.
W latach 1975–1998 miejscowość administracyjnie należała do województwa słupskiego.
Podczas II wojny światowej znajdował się tu obóz pracy (przebywali w nim głównie Rosjanie).